# اسنلر (یورغیر)
اسنلر (به ترکی استانبولی: Esenler) یک منطقهٔ مسکونی در ترکیه است که در یورغیر واقع شده‌است.